# Eleocharis margaritacea
Eleocharis margaritacea är en halvgräsart som först beskrevs av Oskar Eric Gunnar Hultén, och fick sitt nu gällande namn av Kingo Miyabe och Yûshun Kudô. Eleocharis margaritacea ingår i släktet småsäv, och familjen halvgräs. Inga underarter finns listade i Catalogue of Life.